# Louis-Félix Amiel
Pour les articles homonymes, voir Amiel.
Louis-Félix Amiel, né à Castelnaudary dans l’Aude le 3 mars 1802 et mort à Joinville-le-Pont le 4 février 1864, est un peintre français.

## Biographie
Louis-Félix Amiel est le fils de Jean Baptiste Amiel et de son épouse, Jeanne Crusol (ou Cruzol).
Il entre en 1823 à l'École nationale supérieure des beaux-arts. Il obtient une médaille de deuxième classe lors du Salon de peinture et de sculpture de Paris en 1833.
Parallèlement à l’école, il suit de 1823 à 1825 l'atelier du baron Antoine-Jean Gros et se spécialise dans le portrait. Une grande partie de ses œuvres, souvent des représentations de souverains, est aujourd’hui conservée au musée du château de Versailles.
Il participera aux Salons de Paris jusque 1849 et dispose d’un atelier dans le 6e arrondissement de Paris.
Louis-Félix Amiel s’installe à Joinville-le-Pont auprès de sa famille. Il y décède le 4 février 1864 à l’âge de 61 ans. Il était alors rentier et célibataire.
Son père, Jean-Baptiste (mort en 1839) a été élu conseiller municipal de Joinville-le-Pont en 1837. Son frère, Charles (1796-1868) a exercé la même fonction dans cette commune en 1846 puis en 1865. Tous deux sont présentés comme propriétaires. Le Musée national des beaux-arts du Québec possède une peinture intitulée: L'Arrivée de Jacques Cartier à Québec, réalisée entre 1835 et 1860.

## Galerie

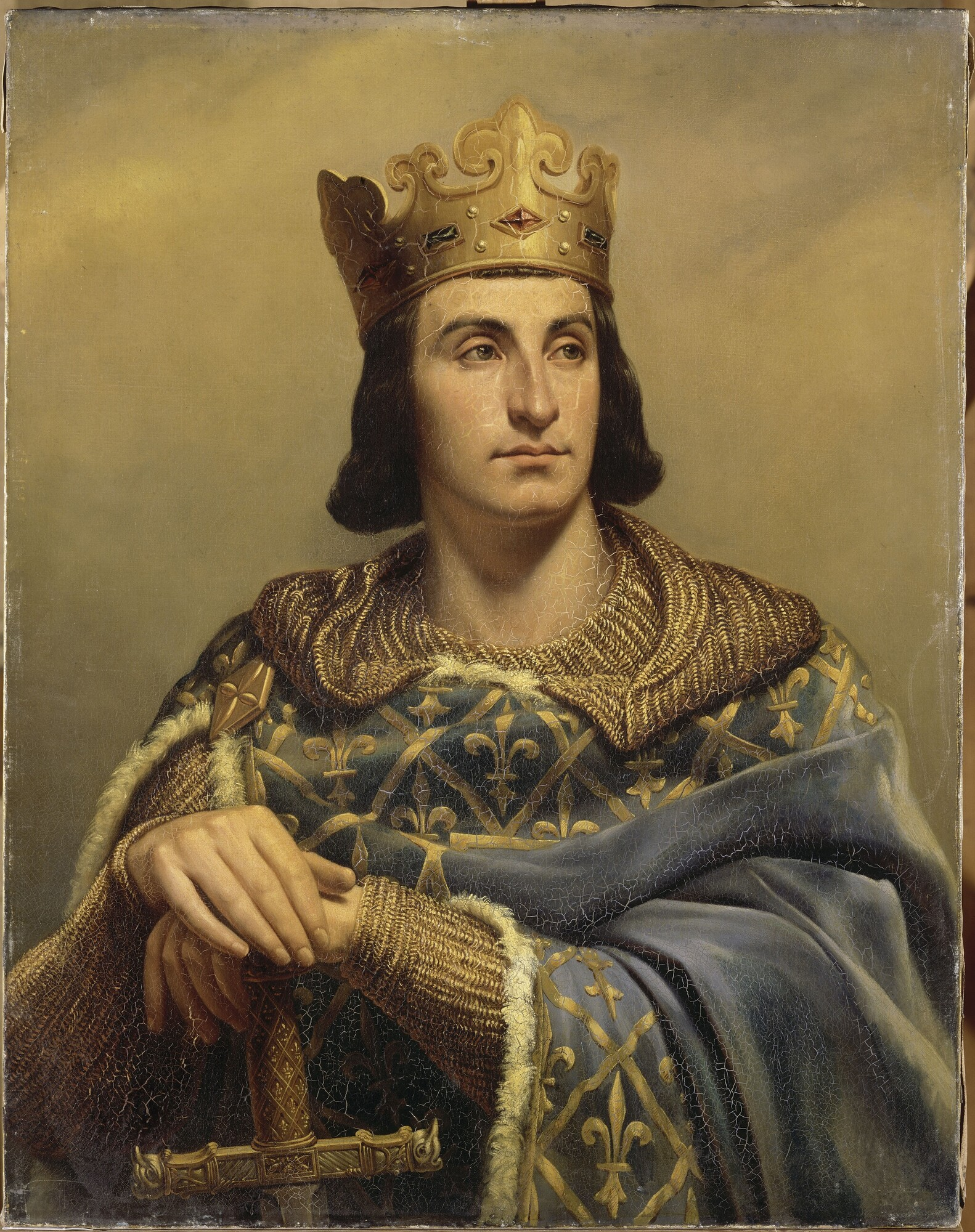
Philippe II dit Philippe-Auguste, Roi de France (1165-1223). Peinture conservée au Musée de l'Histoire de France (Versailles).
Jean-Baptiste-Jules Bernadotte, lieutenant au 36e régiment de ligne en 1792 (1764-1844)
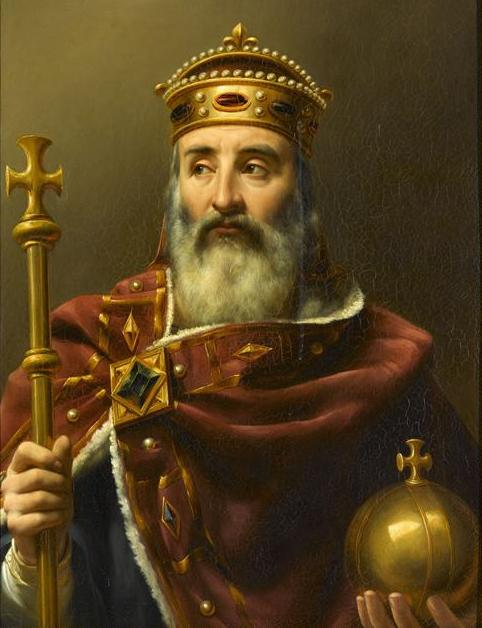
Charlemagne, empereur d'Occident (742-814). Peinture réalisée en 1839 conservée au Musée de l'Histoire de France (Versailles).
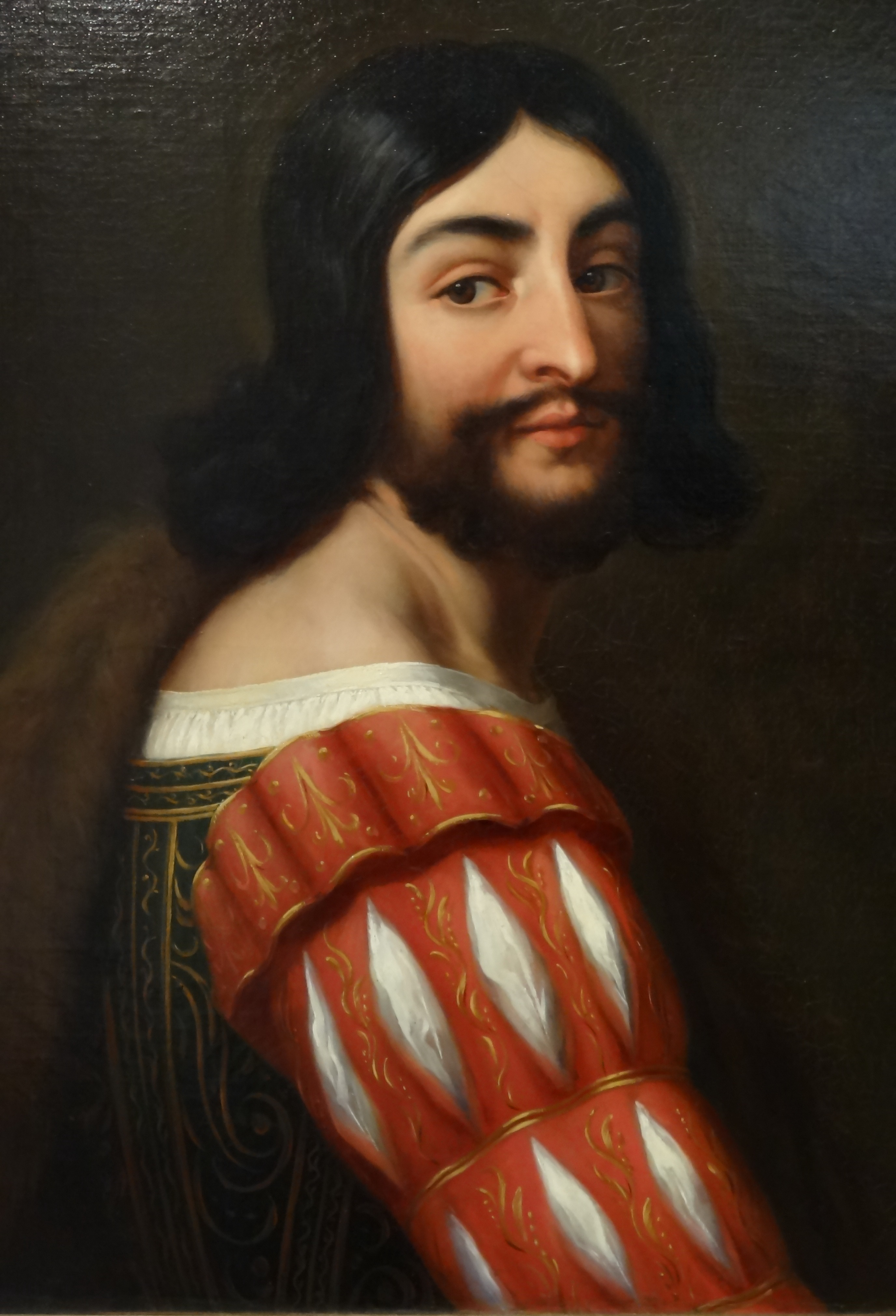
Louis I de Bourbon, comte de Clermont et de la Marche (1280-1341). Peinture conservée au Musée de l'Histoire de France (Versailles).
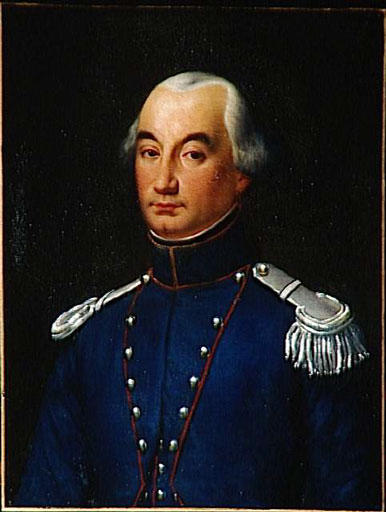
Dominique-Catherine Pérignon, lieutenant-colonel dans la Légion des Pyrénées en 1792 (1754-1818)
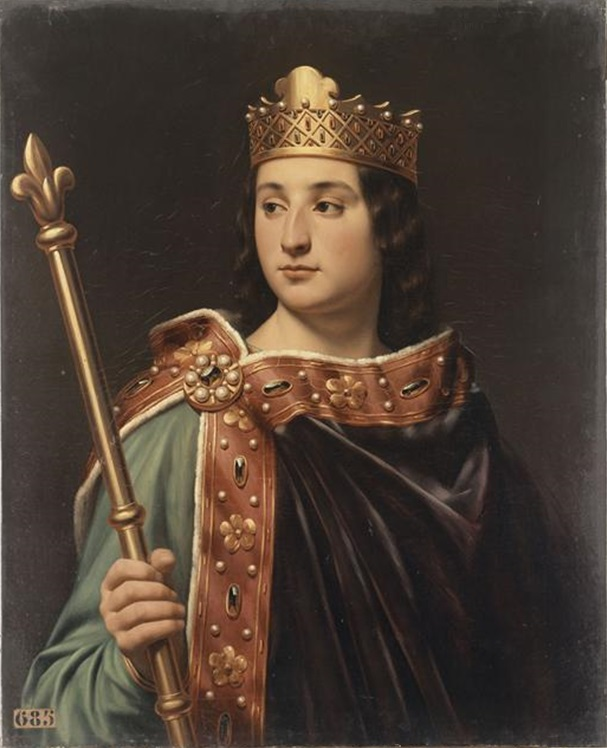
Louis V
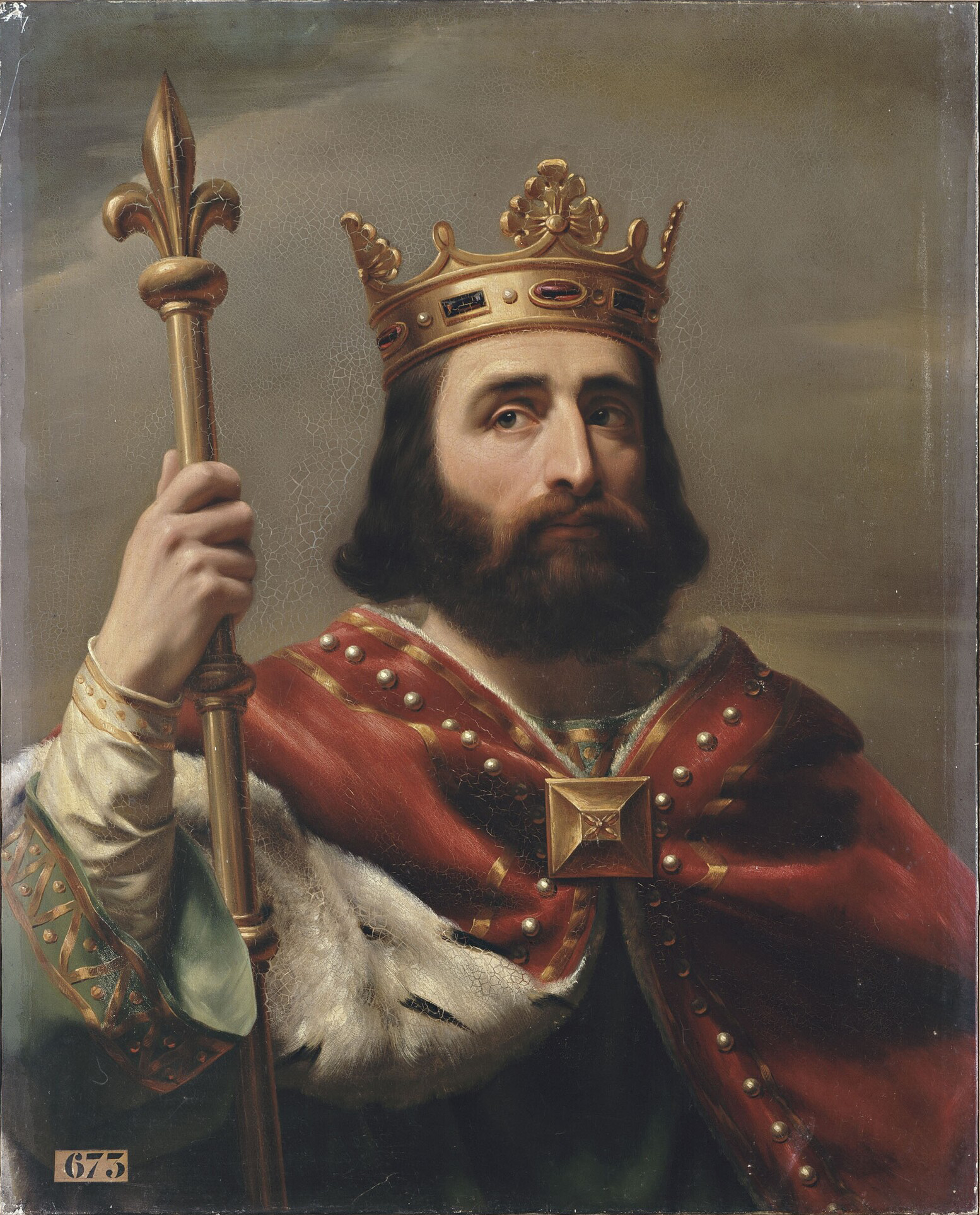
Pépin le Bref”
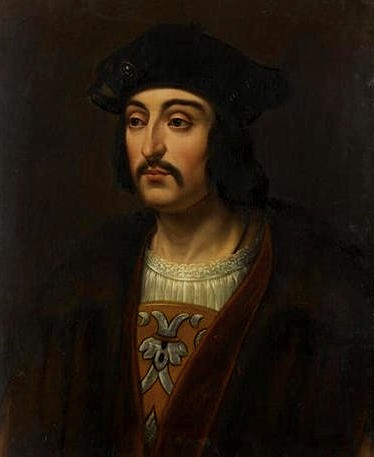
La Hire